# Список официальных резиденций высших должностных лиц Украины

## Официальные резиденцииПрезидента Украины
- Офис президента (Киев, Банковая, 11)
- Центральная приемная президента (Киев, Шелковичная, 14)
- Мариинский дворец (Киев, Грушевского, 5)
- Особняк Ковалевского (Киев, Филиппа Орлика, 1/15)

## Официальные резиденции (дачи) Президента Украины
- Дом с химерами (Киев, Банковая, 10)
- Ул. Грушевского, 20/1, Киев
- Дом плачущей вдовы ул. Лютеранская, № 23. Киев.
- Ул. Липская, 4, Киев
- Резиденция «Залесье» (Киевская область, Броварской район, с. Богдановка)[1].
- Дача в Конча-Заспе[2][3].
- Пуща-Водица
- Особняк Ковалевского (или Арабский Доми; Киев, Филиппа Орлика, 1/15) — построен по проекту архитектора П. Ф. Алешина как частный особняк.
- Резиденция «Синегора» (Ивано-Франковская область, Богородчанский район, с. Гута) — изначально создана для Леонида Кучмы в 2001 году. Ранее в зданиях был ведомственный санаторий. Размер помещений (не включая территорию резиденции) — 5 тыс. м²[4].
- Резиденция в Старой Гуте (Прикарпатье)

## Объекты, официально служащие для отдыха высших должностных лиц и приема гостей
После Аннексия Крыма все объекты ниже де-факто контролируются Россией. Хотя де-юре (по закону Украины) они в ее веденье.
- Юсуповский дворец[5] (Резиденция № 4) — дворец в Кореизе в неороманском стиле с элементами итальянского ренессанса. Построен ялтинским архитектором Николаем Красновым для князя Феликса Юсупова (Сумарокова-Эльстона), бывшего генерал-губернатора Москвы.
- Государственные дачи и резиденции в Автономной Республике Крым[6]

- Президентская дача отдыха в Мухалатке (Крым)
- Резиденция № 3 (Крым, Массандровский Дворец)
- Резиденция № 6 (Крым, мыс Форос)
- Резиденция № 8 (Крым, мыс Форос)
- Резиденция для официальных приемов в Форосе («дача Горбачева», дача «Заря»).

## Бывшие резиденции
- Резиденция «Межгорье» — бывшая правительственная резиденция Украины[8], бывшая частная собственность бывшего президента Украины Виктора Януковича. Аренда одного гектара в «Межгорье» обходилась Януковичу в 314 гривен в месяц[9]. 23 февраля 2014 года Верховная Рада постановлением № 4189 вернула Межгорье в государственную собственность.

Массандровский Дворец (Дворец Александра III)